# Климов Завод
Климов Завод (ранее Климово) — село в Юхновском районе Калужской области России. Административный центр сельского поселения «Село Климов Завод».

## География
Расположено на правобережье реки Угра в 23 км от Юхнова, на границе территории национального парка «Угра». Через село проходит автомобильная трасса Р132. На территории села расположен пруд. Между селом и соседней деревней Гриденки, лежащей на юго-восток, протекает река Рудянка, приток Собжи.

## Население
| 2002 | 2010 |
| ---- | ---- |
| 341  | ↘337 |

## История
Согласно данным за 1859, 1887 и 1904 года в Климово располагалась почтовая станция.
В 1860 году в селе уже располагалась усадьба Юсуповых, у которых были обширные владения в Смоленской губернии. Следует отметить, что своим крестьянам они заменили барщину на лёгкий оброк, что было редкостью среди дворян губернии. Главный дом усадьбы был разрушен в годы Великой Отечественной войны, когда территория села находилась под контролем немецких сил (с октября 1941 года по март 1943). На том месте, где располагался дом сейчас находится школа. Единственное, что осталось от усадьбы — насаждения деревьев (дубы, липы, вязы, тополя) в виде аллей.

Братская могила в центре села

В годы Великой Отечественной войны рядом с Климовым Заводом располагался военный аэродром Павлово (Лукановский аэродром). В августе-сентябре 1941 года на ародроме базировался 3-й тяжелый бомбардировочный авиационный полк.
О событиях времён войны также напоминают две братских могилы. Первая располагается по правую сторону от дороги на Вязьму в 0,5 км от села. В ней захоронены коммунисты Климова Завода, расстрелянные немецкими войсками. Могила располагается в металлической ограде, в 1980 году был установлен памятник высотой 2,5 метра в виде прямоугольной плиты на цветочной розетке, на плите перечислены имена захороненных. Второе захоронение, возникшее в 1942 году, располагается в центре села возле сквера. В 1980 году на могиле был установлен памятный знак: за металлической оградой расположены бетонная скульптура высотой 5 метров в виде солдата на постаменте и 28 каменных плит, на которых перечислены 588 имен советских солдат, погибших в окрестностях села.